# Lessertia (aranya)
Lessertia és un gènere d'aranyes araneomorfes de la subfamília Erigoninae, dins de la  família Linyphiidae.
Foren descrites per primera vegada per F. P. Smith l'any 1908.
Es poden trobar a la zona holàrtica: Algèria, Canadà, Marroc, Nova Zelanda, Portugal, Espanya, i Turquia
És sinònim del gènere Scotoneta Simon, 1910

## Llista d'espècies
Segons The World Spider Catalog 12.0:
- Lessertia barbara (Simon, 1884)
- Lessertia dentichelis (Simon, 1884) (Espècie tipus)